# Зажинь
Зажинь (пол. Zarzyń) — село в Польщі, у гміні Суленцин Суленцинського повіту Любуського воєводства.
Населення — 318 осіб (2011).
У 1975-1998 роках село належало до Гожовського воєводства.

## Демографія
Демографічна структура станом на 31 березня 2011 року:
|          | Загалом | Допрацездатний вік | Працездатний вік | Постпрацездатний вік |
| -------- | ------- | ------------------ | ---------------- | -------------------- |
| Чоловіки | 157     | 33                 | 110              | 14                   |
| Жінки    | 161     | 40                 | 94               | 27                   |
| Разом    | 318     | 73                 | 204              | 41                   |